# Nyerges bohóchal
A nyerges bohóchal (Amphiprion polymnus) a sugarasúszójú halak (Actinopterygii) osztályának sügéralakúak (Perciformes) rendjébe, ezen belül a korállszirtihal-félék (Pomacentridae) családjába tartozó faj.

## Előfordulása
Az Indiai-óceánban és a Csendes-óceánban honos.

## Megjelenése
Testhossza 12 centiméter. Az alapszíne fekete, a farok tövében, a test középső részén és a fejen széles fehér sáv van. A szája környéke és a mellúszók sárgák.